# فاطمة بنت أسد
فاطمة بنت أسد بن هاشم بن عبد مناف (548[بحاجة لمصدر] في مكة - 4 هـ / 625 في المدينة المنورة)؛ زوجة أبي طالب عم الرسول محمد، والدة علي بن أبي طالب، وأم الرسول التي نشأ بين يديها بعد وفاة والدته أمنة بنت وهب وكفالة عمه له. أسلمت فاطمة بنت أسد بعد عشرة من المسلمين وكانت الحادية عشرة منهم والثانية من النساء، بعد خديجة بنت خويلد زوجة الرسول محمد. هاجرت إلى المدينة المنورة وتوفيت في السنة 4 هـ ودفنت في مقبرة البقيع.

## بداية حياتها

### نسبها
- هي: فاطمة بنت أسد بن هاشم بن عبد مناف بن قصي[3] بن كلاب بن مرة بن كعب بن لؤي بن غالب بن فهر بن مالك بن النضر بن كنانة بن خزيمة بن مدركة بن إلياس بن مضر بن نزار بن معد بن عدنان.
- أمها: فاطمة بنت قيس بن هرم بن رواحة بن حجر بن عبد بن بغيض بن عامر بن لؤي.[3]
- إخوتها: لها من الأخوة «حنين» و«خلدة» أو «خالدة».[4]

### نشأتها
وُلدت فاطمة سنة ثمان وستين قبل الهجرة في مكة حسب بعض المصادر، ونشأت في منزل والدها أسد بن هاشم، الذي كان يوصف بالشجاعة والذكاء. أخوها حنين بن أسد، له من الأبناء عبد الله بن حنين، وأختها خالدة أو خلدة تزوجها الأرقم بن نضلة بن هاشم. وحسب بعض المصادر الشيعية، فإن فاطمة كانت على الحنيفية (ملة إبراهيم)، ولم تسجد لصنمٍ قط.
تزوجت من ابن عمها أبو طالب بن عبد المطلب، ورُوي أنه تقدم لخطبتها من أبوها، فحمد الله وأثنى عليه، وذكر فضائل عائلته وعشيرته، وانتسابهم إلى إبراهيم وإسماعيل وطهارة أصلابهم، ثم قال بعدها: «معاشر قريش إنّني ممّن طاب محتده، وطهر مقعده، وعرف مولده، وعزّت جرثومته، وطابت أرومته، ذؤابة الذوائب، وسيّد الأعارب، وقد تزوّجت فاطمة بنت أسد، وسقت إليها المهر، وثبت الأمر، فيلوه واشهدوا»، فوافق أسد على الزواج.
ويُذكر أن أمية بن أبي الصلت أنشد وقال:

### ولادة النبي وكفالته
لما وُلد النبي محمد فرحت فاطمة بذلك، ورُوي أنها رأت دلائل النبوة، فأخبرت أبا طالب بذلك، فقد روى الشيخ الكليني في كتابه «الكافي» عن الإمام جعفر الصادق أنها كانت حاضرة مع آمنة بنت وهب أثناء الولادة، فلما وُلد النبي فُتِحَ لآمنة بياض فارس وقصور الشام(1) فذهبت فاطمة بنت أسد لتخبر أبو طالب بذلك، فقال لها: «وتَتَعَجَّبِينَ مِنْ هَذَا؟ إِنَّكِ تَحْبَلِينَ وتَلِدِينَ بِوَصِيِّه ووَزِيرِه»(2) - يعني علي بن أبي طالب -.
وكان النبي في كفالة جده عبد المطلب، فلما تُوفي كفله عمه أبو طالب، فكانت فاطمة تخدم النبي وتكرمه وكان يدعوها بالأم لكثرة إحسانها له. ويذكر العالم الشيعي قطب الدين الراوندي رواية فيها أن فاطمة بنت أسد كانت تجمع الرطب الذي يسقط من نخلة في بستان بيتها للنبي، وفي إحدى المرات نسيت أن تلتقط له شيئًا منها، فجاء النبي ليأخذ الرطب، فوجد أن الصبيان قد دخلوا وأكلوا جميع ما سقط، فذهب النبي لإحدى النخيل فانحت له حتى أخذ منها ما يُريد، فتعجبت فاطمة من ذلك، وأخبرت أبا طالب فقال لها: «هو إنما يكون نبيًا، وأنت تلدين وزيره بعد ثلاثين»، فولدت عليًا بعد ذلك.

### ولادة علي في الكعبة
تذكر جملة من المصادر التاريخية أن فاطمة بنت أسد ولدت الإمام علي في جوف الكعبة، وأفاد الحاكم النيسابوري في كتابه «المستدرك على الصحيحين» بتواتر الأخبار في ذلك، فقال: «تَوَاتَرَتِ الْأَخْبَارِ أَنَّ فَاطِمَةَ بِنْتَ أَسَدٍ وَلَدَتْ أَمِيرَ الْمُؤْمِنِينَ عَلِيَّ بْنَ أَبِي طَالِبٍ  فِي جَوْفِ الْكَعْبَةِ»، وأشار إلى ذلك أبو الثناء الآلوسي أيضًا، فقال في كتابه المُسمى: «شرح الخريدة الغيبيّة في شرح القصيدة العينية»: «وفي كون الأمير  ولد في البيت أمر مشهور في الدنيا وذكر في كتب الفريقين السنة والشيعة». وروى الفاكهي في كتابه «أخبار مكة» روايةً عن عمر بن الخطاب وذكر أن «أَوَّلُ مَنْ وُلِدَ فِي الْكَعْبَةِ: حَكِيمُ بْنُ حِزَامٍ  ... وَأَوَّلُ مَنْ وُلِدَ فِي الْكَعْبَةِ مِنْ بَنِي هَاشِمٍ مِنَ الْمُهَاجِرِينَ: عَلِيُّ بْنُ أَبِي طَالِبٍ ».
كما يؤكد علماء الشيعة ولادة علي بالكعبة، مثل الشيخ المفيد والشيخ الطوسي والشريف الرضي وابن شهرآشوب وابن البطريق وغيرهم، ويعدونها فضيلة خصه بها الله، ويذكرون أنه لم يولد فيها قبله ولا بعد أحد، فيقول الفضل بن الحسن الطبرسي في كتابه «إعلام الورى بأعلام الهدى»: «وُلِدَ بِمَكَّةَ فِي الْبَيْتِ الْحَرَامِ ... وَلَمْ يُولَدْ قَطُّ فِي بَيْتِ اللَّهِ تَعَالَى مَوْلُودٌ سِوَاهُ لَا قَبْلَهُ وَلَا بَعْدَهُ وَهَذِهِ فَضِيلَةٌ خَصَّهُ اللَّهُ تَعَالَى بِهَا إِجْلَالًا لِمَحَلِّهِ وَمَنْزِلَتِهِ وَإِعْلَاءً لِقَدْرِهِ».
وتضيف بعض الروايات الشيعية أن فاطمة بنت أسد ذهبت تدعو الله عند الكعبة لتسهيل وتسيير الولادة، فانشقّ لها جدار البيت، فدخلته، ثم التأمت الفتحة، وحاول بعض النسوة الدخول لمساعدتها في الولادة فلم ينفتح الباب، وبقيت داخل الكعبة ثلاثة أيام، ثم خرجت في اليوم الرابع وهي تحمل الإمام علي بين أيديها. في حين يرى بعض أهل السنة عدم صحة ذلك، فقد ضعف العالم السني ابن الملقن رواية الحاكم، كما استبعد حاتم بن عارف العوني ذلك.

## سيرتها
تزوجت فاطمة بنت أسد من أبي طالب فقط وكانت أول أمرأة هاشمية تتزوج رجلًا هاشميًا. أسلمت في السنين الأولى للبعثة النبوية. وهي بمنزلة الاُمّ لرسول اللَّه وكان يحبها ويحترمها ويناديها بأمي.
كانت أوّل امرأة هاجرت إلى رسول اللَّه من مكّة إلى المدينة على قدميها، وكانت من أبرّ النّاس برسول اللَّه، فسمعت فاطمة رسول اللَّه وهو يقول: «إنّ النّاس يحشرون يوم القيامة عراة كما ولدوا»، فقالت: وا أسوأتاه، فقال لها رسول اللَّه فإنّي أسأل اللَّه أن يبعثك كاسية.
وهي أول أمرأة بايعت محمد بن عبد الله بعد نزول آية «يأَيهَا النَّبيُّ إِذَا جَاءَك المُؤمِنَات يبَايعنَك...». ضافة إلى أنّها أَوَّلُ هَاشِمِيَّةٍ وَلَدَتْ هَاشِمِيّاً.

## أولادها
لم يعقب ولد أسد بن هاشم، إلا من ولد ابنته فاطمة وكان لها ستة أولاد، وهم:
أبناؤها:
- طالب
- عقيل
- جعفر الطيار
- علي

بناتها:
- أم هانئ: زوجة هبيرة بن أبي وهب بن عمرو بن عائذ بن عمران بن مخزوم.
- جمانه: تزوجها أبو سفيان بن الحارث بن عبد المطلب، هاجرت إلى المدينة وتوفيت هناك.

وبين عقيل وجعفر عشر سنوات، وبين جعفر وعلي عشر سنوات، كذا أفاده العلامة جلال الدين السيوطي.

## وفاتها ومحل دفنها
توفيت في السنة الرابعة للهجرة، وعمرها ما يقارب 60 عامًا، فكفنها رسول الله ﷺ في قميصه، ودفنها في مقبرة البقيع في المدينة المنورة لما ماتت فاطمة بنت أسد بن هاشم كفّنها رسول الله ﷺ في قميصه وصلى عليها وكبّر عليها سبعين تكبيرة ونزل في قبرها فجعل يومي في نواحي القبر كأنه يوسعه ويسوّي عليها وخرج من قبرها وعيناه تذرفان، فلما ذهب قال له عمر بن الخطاب: «يا رسول الله: رأيتك فعلت على هذه المرأة شيئًا لم تفعله على أحد» فقال ﷺ: «يا عمر إن هذه المرأة كانت أمي بعد أمي التي ولدتني إن أبا طالب كان يصنع الصنيع وتكون له المأدبة وكان يجمعنا على طعامه فكانت هذه المرأة تفضل منه كله نصيبًا فأعود فيه وإن جبريل عليه السلام أخبرني عن ربي عز وجل أنها من أهل الجنة وأخبرني جبريل عليه السلام أن الله تعالى أمر سبعين ألفًا من الملائكة يصلون عليها» ثم قال: «اللهم ثبت فاطمة بالقول الثابت، رب اغفر لأمي فاطمة بنت اسد ووسع عليها مدخلها بحق نبيك والانبياء الذين من قبلي إنك ارحم الراحمين»، ثم ضرب بيده اليمنى على اليسرى فنفضهما، ثم قال: والذي نفس محمد بيده لقد سمعت فاطمة تصفيق يميني على شمالي.

## فاطمة بنت أسد في السينما والتلفزيون
ظهرت شخصية فاطمة بنت أسد في مسلسل قمر بني هاشم من إخراج محمد شيخ نجيب وقد قامت بتجسيدها الممثلة السورية نسرين الحكيم.

## هوامش
- «1»: ذكر محمد باقر المجلسي في شرحه للحديث: ««فتح لآمنة» أي كشف الحجاب عنها وقوي بصرها على رؤية قصور المدائن والشام لتعلم أنها تفتح على أمة ابنه، أو مثل لها مثالها».[26]
- «2»: اختلف في صحة الحديث بسبب وجود المفضل بن عمر الجعفي في سنده، قال المجلسي: «مختلف فيه للمفضل».[26]

#### مواقع الويب
1. ↑  "لم يثبت أن علياً رضي الله عنه ولد في الكعبة". الإسلام سؤال وجواب. 7 مارس 2009. مؤرشف من الأصل في 2024-01-02.

### ثبت المراجع

#### الكتب
- محمد بن سعد البغدادي (1990)، الطبقات الكبرى، تحقيق: محمد عبد القادر عطا (ط. 1)، بيروت: دار الكتب العلمية، OCLC:949938103، QID:Q116749953
- مصعب بن عبد الله الزبيري (1982). نسب قريش. تحقيق: إفاريست ليفي بروفنسال (ط. 3). القاهرة: دار المعارف. ISBN:978-977-02-0266-1. OCLC:1227781136. QID:Q116762723.
- محمد صادق الكرباسي (2014)، الحسين نَسَبُهُ ونسله، دائرة المعارف الحسينية، لندن: المركز الحسيني للدراسات، QID:Q124132085
- ذبيح الله المحلاتي (1373)، رياحين الشريعة (بالفارسية)، تهران: دار الكتب الإسلامية، QID:Q124133122
- ابن شهر آشوب (1991)، مناقب آل أبي طالب (ط. 2)، بيروت: دار الأضواء، QID:Q124101528
- عبد العزيز كاظم البهادلي (2005)، أمّهات المعصومين عليهم السلام سيرة وتاريخ، قم: مركز الرسالة، QID:Q124134705
- أبو عبد الله الحاكم النيسابوري (1990)، المستدرك على الصحيحين، تحقيق: مصطفى عبد القادر عطا، بيروت: دار الكتب العلمية، OCLC:24112324، QID:Q120985031
- أبو الثناء، الألوسي. شرح الخريدة الغيبية في شرح القصيدة العينية (مخطوط).
- عبد الحسين الأميني (1994)، الغدير في الكتاب والسنة والأدب، بيروت: مؤسسة الأعلمي للمطبوعات، QID:Q124134865
- محمد باقر المجلسي (1984)، مرآة العقول في شرح أخبار آل الرسول (ط. 1)، دار الكتب الإسلامية، QID:Q124141079
- قطب الدين الراوندي (1989)، الخرائج والجرائح، قم: مؤسسة الإمام المهدي، QID:Q130217466
- محمد بن إسحاق الفاكهي (1994)، أخبار مكة في قديم الدهر وحديثه (ط. 2)، بيروت: دار خضر للطباعة والنشر، OCLC:1158836206، QID:Q116752093
- الشيخ المفيد (1995)، الإرشاد في معرفة حُجَج الله على العباد (ط. 1)، بيروت: مؤسسة آل البيت لإحياء التراث، QID:Q130222555
- محمد باقر المجلسي (1983)، بحار الأنوار الجامعة لدرر أخبار الأئمة الأطهار (ط. 2)، بيروت: مؤسسة الوفاء، QID:Q130222439
- المحمداوي، علي صالح رسن (2004). أبو طالب بن عبد المطلب: دراسة في سيرته الشخصية وموقفه من الدعوة الإسلامية. كلية الآداب - جامعة البصرة. مؤرشف من الأصل في 2024-01-05.{{استشهاد بكتاب}}:  صيانة الاستشهاد: ref duplicates default (link)

1. ↑  أنجبوا زينب الصغرى وأم سلمة وميمونة وخديجة وفاطمة وأمامة
2. ↑  أنجبت رملة بنت علي وأم الحسن بنت علي
3. ↑  أنجبت يحيي ومحمد الأصغر وقيل عون
4. ↑  أنجبت أبو بكر بن علي وعبيد الله بن علي
5. ↑  أنجبت العباس بن علي وعثمان بن علي وجعفر بن عليو عبد الله بن علي بن أبي طالب
6. ↑  أنجبت محمد الأوسط بن علي
7. ↑  أنجبت عمر بن علي ورقية بنت علي
8. ↑  أنجبت محمد بن الحنفية